# 再生緣 (1965年電影)
《再生緣》（英語：A Patch of Blue）是1965年上映的一部美國劇情片，由蓋伊·格林執導。它講述的是一個受過教育的黑人與文盲、盲人白人女孩的故事，反映了美國民權運動中對種族主義的思考。
雪莉·溫特斯憑藉此片獲得奧斯卡最佳女配角獎和金球獎年度新星獎，此外本片還得到了多項奧斯卡、金球獎提名。年僅22歲的伊麗莎白·哈特曼也因此成為當時最年輕的奧斯卡最佳女主角獎被提名人，這項紀錄直到1975年才被伊莎贝尔·阿佳妮打破。西德尼·波蒂埃也藉此片名聲大噪。

## 劇情
賽琳娜（Selina D'Arcey）是一名十八岁的白人盲女，平时与粗暴的母亲羅斯-安（Rose-Ann，一名妓女）和祖父奧利·帕（Ole Pa，酗酒）一同生活。她靠串珠子為家裡賺取微薄的收入，自然也沒有受過什麼教育。有天她得到祖父的允許到公園裡散步，遇到了受過良好教育的黑人戈登·拉爾夫（Gordon Ralfe）。他們产生了感情。
羅斯-安試圖強迫女兒賣淫，而戈登剛剛才為賽琳娜找到一所學校。賽琳娜向戈登求助，雖然遭到羅斯-安的阻撓，戈登仍然帶走了她。賽琳娜想要戈登娶她，戈登和她約期一年，如果到時候兩人還相愛，那就結婚。

## 外部連接
- 豆瓣电影上《再生緣》的資料 （简体中文）
- 美国电影学会目录上的《A Patch of Blue》（英文）
- 互联网电影数据库（IMDb）上《A Patch of Blue》的资料（英文）
- TCM电影资料库上《A Patch of Blue》的资料（英文）
- AllMovie上《再生緣》的资料（英文）